# Jan Tokarski (podporucznik)
Jan Tokarski (ur. 23 marca 1897 w Matkowie, zm. 27 listopada 1990 w Krakowie) – podporucznik Wojska Polskiego, kawaler Orderu Virtuti Militari.

## Życiorys
Urodził się 23 marca 1897 w rodzinie Tomasza i Aleksandry z domu Prócnal. Uczęszczał do szkoły powszechnej, którą ukończył w 1915. W 1917 został wcielony w szeregi armii rosyjskiej, a następnie wstąpił do I Korpusu Polskiego generała Józefa Dowbor-Muśnickiego i otrzymał przydział do 1 kompanii w 1 pułku zapasowym. 1 grudnia 1918 jako ochotnik wstąpił do 1 pułku szwoleżerów. Za bohaterstwo jakim się wykazał walcząc pod Malinem, gdzie z raną jaką otrzymał i znajdując się na odkrytym terenie prowadził ogień z ciężkiego karabinu maszynowego doprowadzając do uniemożliwienia nieprzyjacielowi na wykonanie kontrataku na pozycje pułku. Za czyn ten odznaczony został Krzyżem Srebrnym Orderu Virtuti Militari. Posiadając stopień plutonowego w 1921 został zdemobilizowany. 
Zamieszkał w powiecie włodzimierskim w osadzie wojskowej Uściług, gdzie prowadził 13,5 hektarowe gospodarstwo rolne. Aktywnie uczestniczył w Związku Legionistów. W czasie okupacji zamieszkał w Hrubieszowie, gdzie wykonywał prace fizyczne. 
Zmarł w Krakowie, a pochowany został na cmentarzu Rakowickim. W czerwcu 1990 został awansowany na stopień podporucznika. 
Żonaty z Feliksą z domu Niczyporowska z którą  miał córkę Mirosławę oraz synów Lucjana i Antoniego.

## Ordery i odznaczenia
- Krzyż Srebrny Orderu Wojskowego Virtuti Militari nr 3427[1][4] – 30 czerwca 1921[5]
- Krzyż Walecznych[3]